# Haud
Haud (o Hawd) és una regió geogràfica del Corn d'Àfrica, de límits indeterminats, que inclou part de l'Ogaden i el territori al sud de l'antiga Somàlia Britànica.
Algunes autoritats consideren que determina la part d'Etiòpia a l'est de Harar. En temps del Mad Mullah s'anomenava Haud a tota la zona al nord i sud de la frontera, fins al límit amb el territori sota influència italiana (amb un Haud del Nord i un Haud del Sud). I.M. Lewis indica que anava al sud fins a les muntanyes de Golia i Ogo, és a dir a la zona fronterera occidental de la Somàlia Britànica amb Etiòpia
Els britànics van assolir el govern de l'Ogaden el 1941 en el marc de l'acord amb el negus d'Etiòpia després de la victòria sobre els italians. El Haud fou inclòs en l'administració de la Somàlia Britànica però sota sobirania etíop. Quan els britànics van abandonar Etiòpia el 1948 van entregar l'Ogaden però van conservar l'administració del Haud, que no van evacuar fins al 1954. LLavors els britànics van demanar als etíops el lliure accés a la zona per part dels nòmades, per portar a pasturar els seus ramats i es va signar un tractat amb relació a l'afer, que es va complicar per la imprecisa localització de la frontera entre Etiòpia i la Somàlia Italiana, afer que es va allargar durant els anys cinquanta. El 1956 el Regne Unit va oferir la compra del territori, pero Etiòpia va refusar.
L'1 de juliol de 1960 les dues Somàlies es van unir per formar la República de Somàlia i van denunciar qualsevol tractat anterior sobre les fronteres amb Etiòpia. En els següents anys fou teatre d'alguns enfrontaments fronterers o amb nòmades armats, a més de les tres guerres entre els dos països. Vegeu Primera guerra etíop-somali (1964), Segona guerra etíop-somali (1977-1978) i Tercera guerra etíop-somali (1982-1988).
Haud (escrit Hawd) és també el nom d'una regió de Somalilàndia creada el 2008. Vegeu Hawd.

## Nota
1. ↑  I.M. Lewis, A Modern History of the Somali, fourth edition (Oxford: James Currey, 2002), pp. 2f
2. ↑  tot i que els britànics tenien signats tractats amb els nòmades, el territori havia estat promés a Abissínia en un tractat el 1897, i encara que mai l'havia administrat, Etiòpia el considerava sota la seva sobirnaia i no establia distinció entre aquest territori i l'Ogaden, que li havien de ser retornats al final de la guerra